# Заксен-бай-Ансбах
Заксен-бай-Ансбах (нім. Sachsen bei Ansbach) — громада в Німеччині, розташована в землі Баварія. Підпорядковується адміністративному округу Середня Франконія. Входить до складу району Ансбах.
Площа — 20,95 км2. Населення становить 3626 ос. (станом на 31 грудня 2020).